# L'ultimo miliardario
L’ultimo miliardario (Le dernier milliardaire) è un film del 1934 diretto da René Clair.

## Trama
L’immaginario ricchissimo reame di Casinario cade improvvisamente in una profonda crisi economica. Indice allora presso sudditi residenti all’estero una sottoscrizione per risollevare le sorti del paese. L’unico suddito residente all’estero è l’anziano banchiere Banco, l’uomo più ricco del mondo, che accetta di finanziare le esangui casse del reame in cambio della promessa di matrimonio con la giovane principessa Isabella, nipote della regina di Casinario.
Ma Isabella non ha intenzione di sposare l’anziano Banco, neppure per il bene del paese, ed è in un rapporto amoroso con il direttore dell’orchestra reale.
Banco giunge a Casinario, e, in un discorso al popolo che lo acclama, assume, contrariamente alle aspettative della corte, i pieni poteri. Si forma quindi una prima congiura, tenuta dagli antichi detentori del potere, per tentare di eliminare Banco, e contemporaneamente una seconda congiura, con il medesimo scopo, capitanata dal direttore d’orchestra.
Le due congiure si neutralizzano a vicenda, ma, nel concitato corso degli avvenimenti, Banco riceve un accidentale colpo in testa, a seguito del quale perde la ragione. Alcune delle leggi che promulga, infatti, riguardano l’abolizione di tutte le sedie dal reame, l’obbligo del silenzio per tutti (tranne che per sé stesso), l’obbligo per tutti i sudditi barbuti di passeggiare in pantaloncini corti, e le esercitazioni obbligatorie indossando un salvagente…
Banco non ricorda più di voler sposare Isabella, con gran sollievo di quest’ultima.
A seguito di un’ulteriore congiura, guidata direttamente dalla regina, in conseguenza di un nuovo colpo in testa Banco riacquista l’uso della ragione, e Isabella è di nuovo irrequieta al pensiero di dover sposare l’anziano banchiere, tuttavia riesce a lasciare il paese col direttore d’orchestra.
Sempre nel tentativo di risolvere la crisi economica, la regina stessa sposa Banco. Che però, nel frattempo, a causa della sua lunga assenza dagli affari della sua banca, è caduto in completa rovina. Lo rivela alla sua sposa novella, la regina, solo dopo il matrimonio. E chiede che gli venga accordata una consistente pensione reale.

## Smacco fortuito
Pur trattandosi di un film satirico leggero ed originale L'ultimo miliardario subì un curioso scacco causato dall'attentato ad Alessandro I di Jugoslavia avvenuto a Marsiglia il 7 ottobre 1934 durante il quale, oltre al re, perse la vita il ministro Louis Barthou. Louis Barthou era barbuto e la stampa avversaria aveva l'abitudine di sfotterlo attraverso l'appellativo di Medoro Bar-thou-tou, attribuendogli gusti speciali e nutrendo così tale percezione nei lettori. Quando, come d'abitudine, «il film fu proiettato alcune settimane avanti l'uscita ufficiale in una sala rionale per provare le reazioni del pubblico popolare non prevenuto, la prova fu assolutamente soddisfacente». Il giorno prima, in una sala degli Champs Elysées gli spettatori ruppero le poltrone e bombardarono lo schermo avendo fatto un nesso tra una gag innocente, immaginata molti mesi avanti l'attentato, dove, in un regno di fantasia, gli uomini barbuti erano obbligati a camminare a quattro zampe da un folle sovrano e l'insulto alla memoria di Louis Barthou. «René Clair non trovò più in Francia un solo produttore che gli prestasse fiducia e fu obbligato ad espatriare per continuare il suo lavoro». La distribuzione del film fu vietata anche in Germania e in Italia mentre a Mosca e a Tokyo ottiene due premi internazionali